# Hisarcık, İnhisar
Hisarcık là một xã thuộc huyện İnhisar, tỉnh Bilecik, Thổ Nhĩ Kỳ. Dân số thời điểm năm 2011 là 72 người.